# Chaetocladius minutissimus
Chaetocladius minutissimus är en tvåvingeart som beskrevs av Maurice Emile Marie Goetghebuer och Lenz 1942. Chaetocladius minutissimus ingår i släktet Chaetocladius och familjen fjädermyggor. Inga underarter finns listade i Catalogue of Life.